# Кампотосто (Л'Аквила)
Кампотосто (итал. Campotosto) је насеље у Италији у округу Л'Аквила, региону Абруцо.
Према процени из 2011. у насељу је живело 244 становника. Насеље се налази на надморској висини од 1407 м.